# 馮遷
冯迁（501年—578年），字羽化，北周大臣，陕州弘农县（治所在今河南省三门峡市陕州区）人。
冯迁家世本来寒微，修谨有干能，被州里辟为从事。少任中兵参军事，北魏孝明帝神龟年间，为定襄令，转任并州水曹参军。魏孝武帝西奔，冯迁弃官从孝武帝入关。西魏时，从宇文泰征战有功，官至车骑将军、大都督，汉东郡太守。北周建立，周孝闵帝时，为宇文护晋公府司录，为人谨慎谦恭。处事明白善断，勤于职任，受宇文护信任。出任陕州刺史，封隆山郡公。后官至小司空，再入宇文护府为司录，宇文护被杀，冯迁被除名免官爵。周武帝建德末年，在家中去世，时年七十八岁。